# Marta Kosior-Kazberuk
Marta Kosior-Kazberuk (ur. 23 listopada 1971) – polska doktor habilitowana nauk technicznych, rektor Politechniki Białostockiej w kadencji 2020–2024 oraz 2024–2028.

## Życiorys
Marta Kosior-Kazberuk pochodzi z Białegostoku. Ukończyła studia na Wydziale Budownictwa i Inżynierii Środowiska Politechniki Białostockiej, uzyskując w 1995 tytuł magistra inżyniera budownictwa, specjalność konstrukcje budowlane i inżynierskie. W 2002 otrzymała na PB stopień naukowy doktora w zakresie budownictwa na podstawie pracy Modyfikacja betonu przeznaczonego do konstrukcji mostowych roztworem asfaltu w wysokowrzącym rozpuszczalniku organicznym (promotor: Grzegorz Wieczorek). W 2014 habilitowała się na macierzystym wydziale w zakresie budownictwa, specjalność: konstrukcje betonowe, przedstawiając monografię Ocena degradacji betonu konstrukcyjnego poddanego procesom niszczenia mrozowego.
Od ukończeniu studiów pracuje na Politechnice Białostockiej, początkowo jako asystentka w Katedrze Konstrukcji Betonowych, od 2004 jako adiunkta, a następnie profesor nadzwyczajna w Katedrze Konstrukcji Budowlanych. Od 2015 kieruje Katedrą Konstrukcji Budowlanych. Pełniła bądź pełni liczne funkcje na uczelni. W latach 2005–2012 była prodziekan ds. studenckich i dydaktyki Wydziału. Od 2016 do 2020 prorektorka ds. kształcenia i współpracy międzynarodowej. 16 czerwca 2020 wybrana została przez Uczelniane Kolegium Elektorów do pełnienia funkcji rektora Politechniki Białostockiej w kadencji 2020–2024. Funkcję tę piastuje również w kadencji 2024–2028.
Głównymi obszarami jej zainteresowań badawczych są m.in. zagadnienia projektowania trwałych konstrukcji betonowych i żelbetowych, efektywność ochrony materiałowo-strukturalnej materiałów kapilarno-porowatych, wpływ aktywnych dodatków mineralnych na właściwości betonu, w tym na odporność na oddziaływanie różnorodnych czynników środowiskowych. Prowadziła badania w zakresie rozwijania metod oceny właściwości betonu i innych materiałów kapilarno-porowatych. We współpracy z AGH prowadziła badania historycznych zapraw stosowanych przy budowie obiektów hydrotechnicznych Kanału Augustowskiego. Dorobek naukowy obejmuje monografię, ponad 60 artykułów, 10 rozdziałów w monografiach, około 50 referatów konferencyjnych.
Członkini Polskiego Związku Inżynierów i Techników Budownictwa, Sekcji Inżynierii Materiałów Budowlanych Komitetu Inżynierii Lądowej i Wodnej Polskiej Akademii Nauk oraz Polskiego Towarzystwa Ceramicznego. Od września 2022 pełni funkcję Prezesa Zarządu Polskiego Forum Akademicko-Gospodarczego.

## Odznaczenia i wyróżnienia
- Brązowy Medal za Długoletnią Służbę (2012)
- Medal Komisji Edukacji Narodowej (2011)
- Złoty Medal „Zasłużony dla Nauki Polskiej Sapientia et Veritas” (2023)[5]
- Nagrody Rektora Politechniki Białostockiej